# Пирій сизий
Пирій сизий (Elymus hispidus) — вид рослин родини тонконогові (Poaceae), поширений у Європі й Азії.

## Опис
Багаторічна трав'яниста рослина 40–115 см заввишки з довгими повзучими кореневищ; росте в пучках. Листові пластини плоскі або ± згорнуті, довжиною до 30 см, шириною 2–7 мм, зверху шорсткі й розріджено волохаті, знизу гладкі й голі. Колос слабкий або досить щільний, довжиною 6–20 см, прямостійний. Колоски 4–5-квіткові, довжиною 10–15 мм. Колоскові луски злегка нерівні, довгасті або ланцетно-довгасті, довжиною 7–9 мм, тупі, усічені або похило укорочені; лема довгасто-еліптична, довжиною 9–11 мм, гола або волосиста; верхня квіткова луска майже так довга, як лема; пиляки 4–6(8) мм завдовжки.

## Поширення
Поширений у Європі, західній і центральній Азії до Пакистану; натуралізований у Канаді й США.